# Henryk Filipiak
Henryk Filipiak (ur. 1946, zm. 15 listopada 1971) – polski koszykarz występujący na pozycji obrońcy, dwukrotny medalista mistrzostw Polski.
Zmarł w wieku 25 lat z powodu nowotwór płuc. Wcześniej usunięto mu nerkę, po czym miał przerzuty na płuca.

## Osiągnięcia
Klubowe
- Mistrz Polski (1969)
- Wicemistrz Polski (1968)
- Zdobywca pucharu Polski (1968, 1970)
- Uczestnik rozgrywek pucharu:
  - Saporty (1968/69 – 1/4 finał[1], 1970/71 – 1/2 finał)
  - Europy Mistrzów Krajowych (1969/70)[2]